# Altenmünster
Altenmünster là một đô thị tại huyện Augsburg bang Bayern nước Đức. Đô thị Altenmünster có diện tích km², dân số thời điểm ngày 31 tháng 12 năm 2006 là 3793 người.